# Gamepoort

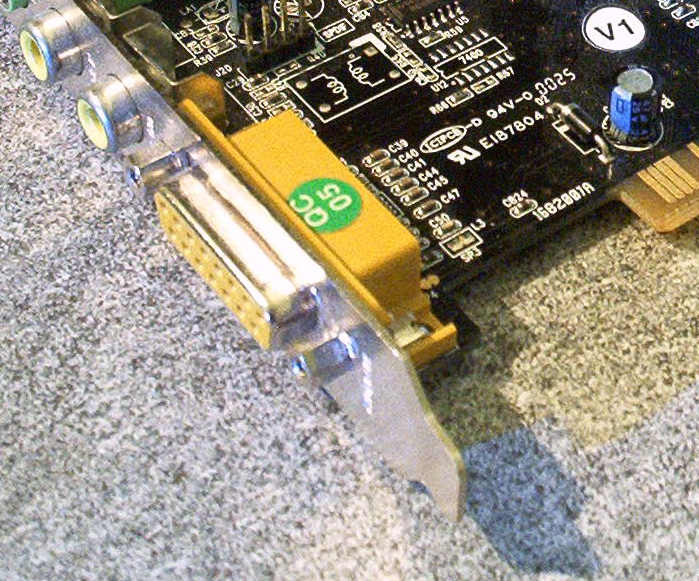
Een gamepoort op een geluidskaart

Een gamepoort is een verouderde aansluiting op de computer voor een analoge joystick.
Een gamepoort is een 15-pins D-sub-connector.
Via de gamepoort worden de knoppen van de joystick gedetecteerd. De stand van de joystick wordt via variabele weerstanden doorgegeven. Daarom is binnen de computer een omzetting nodig van analoog (de waarde van de variabele weerstand) naar digitaal.
Er kunnen twee joysticks op een gamepoort aangesloten worden.
Tot ongeveer 2005 zat een gamepoort vaak op een geluidskaart, en meestal was de gamepoort gecombineerd met een midi-poort. Vanaf ongeveer 2007 verdween de gamepoort omdat vanaf dan vrijwel altijd de USB-bus gebruikt wordt voor het aansluiten van joysticks en gamepads.
De indeling van de 15 pins D-sub-aansluiting:
- pin 1 = +5V DC
- pin 2 = Knop 1
- pin 3 = X as van joystick 1 (0-100 kohm)
- pin 4 = Nul voor knop 1
- pin 5 = Nul voor knop 2
- pin 6 = Y as van joystick 1 (0-100 kohm)
- pin 7 = Knop 2
- pin 8 = +5V DC
- pin 9 = +5V DC
- pin 10 = Knop 4
- pin 11 = X as van joystick 2 (0-100 kohm)
- pin 12 = Nul voor knoppen 3 en 4 (soms MIDI uit)
- pin 13 = Y as van joystick 2 (0-100 kohm)
- pin 14 = Knop 3
- pin 15 = +5V DC (soms MIDI in, soms niet verbonden)